# Caesalpinia pubescens
Caesalpinia pubescens är en ärtväxtart som först beskrevs av René Louiche Desfontaines, och fick sitt nu gällande namn av T.A. Hattink. Caesalpinia pubescens ingår i släktet Caesalpinia och familjen ärtväxter. Inga underarter finns listade i Catalogue of Life.